# Eleanor Coppola
Eleanor Coppola (nascida Jessie Neil; Los Angeles, 4 de maio de 1936 – Rutherford, 12 de abril de 2024) foi uma documentarista, cineasta, escritora e artista norte-americana. Foi a esposa do também diretor Francis Ford Coppola. Ficou conhecida por seu documentário Hearts of Darkness: A Filmmaker's Apocalypse de 1991, assim como outros documentários narrando os filmes de seu marido e filhos. Coppola viveu na adega de sua família no Vale de Napa, Califórnia.

## Morte
Coppola morreu em 12 de abril de 2024, aos 87 anos, em Rutherford.

## Filmografia
| Ano  | Filme                                                             | Papel                                       |
| ---- | ----------------------------------------------------------------- | ------------------------------------------- |
| 1962 | Dementia 13                                                       | Assistente do diretor de arte               |
| 1991 | Hearts of Darkness: A Filmmaker's Apocalypse                      | Diretora                                    |
| 1996 | A Visit to China’s Miao Country                                   | Diretora                                    |
| 2002 | On the Set of 'CQ'                                                | Cinegrafista                                |
| 2002 | Teknolust                                                         | Segunda operadora de câmara                 |
| 2006 | A Million Feet of Film: The Editing of Apocalypse Now             | Diretora de fotografia                      |
| 2006 | Heard Any Good Movies Lately?: The Sound Design of Apocalypse Now | Diretora de fotografia                      |
| 2006 | The Birth of 5.1 Sound                                            | Diretora de fotografia                      |
| 2006 | The Music of Apocalypse Now                                       | Diretora de fotografia                      |
| 2007 | The Making of ‘Marie Antoinette’                                  | Diretora                                    |
| 2007 | Francis Ford Coppola Directs 'John Grisham's The Rainmaker'       | Diretora                                    |
| 2007 | Coda: Thirty Years Later                                          | Diretora, diretora de fotografia, escritora |